# Neuville (métro léger de Charleroi)
Pour les articles homonymes, voir Neuville.
La station Neuville est une des stations de la ligne M5 du métro léger de Charleroi. La station est aérienne et se trouve sur la ligne vers Châtelet. Elle est complètement construite mais n'a jamais été inaugurée et est inexploitée. Le nom de la station provient du nom d'un quartier situé à la limite entre Charleroi et Montignies-sur-Sambre. La station dessert des écoles, l'église Saint-Pierre, une zone d'habitations, la patinoire de Charleroi ainsi que le stade de la Neuville où joue l'Olympic de Charleroi. Cette station a été créée par l'architecte Jean Yernaux.

## Histoire
Construite au début des années 1980, elle n'a jamais été exploitée comme la Ligne M5 qui la dessert.

## Projets
Il est prévue l'ouverture d'un chantier de remise à niveau en 2023, pour une mise en service en 2026,.